# Cinnamomum reticulatum
Cinnamomum reticulatum är en lagerväxtart som beskrevs av Bunzo Hayata. Cinnamomum reticulatum ingår i släktet Cinnamomum och familjen lagerväxter. Inga underarter finns listade i Catalogue of Life.